# UnionPay
UnionPay (кит. упр. 银联, пиньинь Yínlián, CUP), Иньля́нь — международная платёжная система, учреждённая в 2002 году. Инициаторами создания выступили Госсовет и Народный банк Китая. Её акционерами являются более 200 финансовых учреждений. По объёму проводимых платежей в 2015 году опередила Visa и Mastercard и стала крупнейшей платёжной системой в мире, карты UnionPay принимаются в 183 странах, однако всего 0,5 % платежей происходят вне Китая.

## Логотип
Логотип UnionPay был разработан в 2001 году. На нём изображены два иероглифа. Первый означает «деньги», второй — «объединение». На английский он был переведён как UnionPay.

## История
- 2001 год — создан логотип UnionPay.
- 2002 год — основана компания China UnionPay — «Объединённая компания банковских карт Китая». Торгово-промышленным Банком Китая основан карточный центр.
- 2004 год — карты UnionPay начали принимать в Гонконге.
- 2005 год — карты UnionPay начали принимать в США.
- 2010 год — UnionPay заняла первое место в мире по количеству выпущенных пластиковых карт[2]
- 2011 год — основана Китайская платёжная операционная ассоциация.
- 2012 год — в Шанхае была основана UnionPay International[1].
- 2015 год — UnionPay по количеству операций заняла первое место в мире[3], опередив систему Visa.

На конец 2018 года доля карт UP в мировом обращении составила 45 %, что на 1 % больше, чем в 2017 году.
По состоянию на май 2024 года платёжные карты UnionPay принимаются в более чем 183 странах мира, банки 58 стран эмитируют карты UnionPay.
В 2022 году доля транзакций по дебетовым картам UnionPay достигла 40,03 %, а объём операций — 16,227 трлн $, обогнав по этим показателям компанию Visa.

### В России
На российский рынок компания пришла в 2006 году.
В 2013 году платёжная система UnionPay была включена в реестр операторов платёжных систем РФ.
В сентябре 2016 года российская «Национальная система платёжных карт» (оператор платёжной системы «Мир») и UnionPay договорились о выпуске совместных (кобейджинговых) банковских карт «Мир-UnionPay», которые позволят расплачиваться 1 картой в двух разных платёжных системах. Соответствующее соглашение подписано 14 сентября 2016 года в Шанхае, а первые карты «Мир-UnionPay» были выпущены в июле 2017 года Россельхозбанком.
В 2019 году начался приём банковских карт платёжной системы UnionPay на турникетах бесконтактной оплаты в Московском метрополитене. На октябрь 2019 года такая возможность доступна на более чем 150 станций метро. К началу 2020 года проект будет масштабирован на все станции.
Карты UnionPay принимаются в более чем 90 % терминалов по всей России, поддерживается технология бесконтактной оплаты. По состоянию на октябрь 2019 года эмиссия карт превышает 2,5 миллиона штук.
К концу 2019 года компания планирует обеспечить приём своих карт по всей России.
Список банков, выпускающих карты UP в России (по состоянию на сентябрь 2023 г.):
- АО «Россельхозбанк»
- Банк ГПБ АО
- Банк «Восточный»
- АО КБ «Солидарность»
- ПАО Банк Санкт-Петербург
- АО «Газпромбанк»
- ПАО «Промсвязьбанк»
- Банк «ВБРР» (АО)
- ПАО СКБ Приморья «Примсоцбанк»
- ПАО КБ «Приморье»
- ПАО Банк ЗЕНИТ
- АО «Почта Банк»

20 апреля 2022 года платёжная система сообщила, что российские подсанкционные банки не смогут выпускать карты UnionPay. По их данным, выпускать эти карты не будут: Сбербанк, Альфа-Банк, «Открытие», Совкомбанк, ВТБ. Соответствующие переговоры были поставлены на паузу.
В октябре 2022 года стали поступать сообщения об отказах в обслуживании карт UnionPay, выпущенных российскими банками, в целом ряде стран, в том числе в Испании, Чехии, Финляндии, на Кипре.
В марте 2023 года ряд российских банков, попавших под очередной пакет санкций, стал рассылать своим клиентам предупреждения о том, что карты Union Pay могут перестать работать за рубежом «в ближайшее время». Лицам, находящимся за границей, рекомендовано снять наличные. В России карты будут работать по-прежнему. Предупреждения выпустили банки «Зенит», «Уралсиб», МТС Банк, банк «Санкт-Петербург» и банк «Приморье».
В связи с санкциями США и Канады с 21 июля 2023 года карты Union Pay, выданные российским Т-Банком, перестали приниматься во всех странах. Клиентам было разослано сообщение с рекомендацией тем, кто за границей РФ, снять деньги с карт наличными. В России эти карты продолжат работу в прежнем режиме.